# 홍성우 (1941년)
홍성우(洪性宇, 1941년 2월 20일~2021년 12월 2일)는 대한민국의 배우, 정치인이다. 제10·11·12대 국회의원을 지냈다. 경기도 안성군 출신이고, 본관은 남양이다.
1941년 경기도 안성군에서 태어났다. 1958년 안성농업고등학교를 졸업하고 경희대학교 문리과대학 화학과, 국어국문학과에 재학하다 1961년 중퇴하였다. 이후 배우로 활동한 그는 1961년 연극 첫 데뷔 후 1963년, 백마고지라는 영화 작품의 단역을 통하여 영화 데뷔하는 등 드라마 센터 인기 배우로 활동하였다. 1970년대 동양방송의 데릴사위라는 텔레비전 드라마 등에 출연하면서 재차 인기를 얻었다.
정계 입문을 선언한 이후인, 1978년 제10대 국회의원 선거에서 무소속으로 서울특별시 도봉구 선거구에 출마하여 신민당 고흥문 후보와 동반 당선되었다. 1979년 6월 이후락, 최치환, 김진만, 변정일, 김수, 박용기, 함종빈, 박정수, 정휘동, 임호, 임영득, 한갑수, 윤재명, 권오태 등과 같이 함께 민주공화당에 입당하였다. 10.26 사건 후 박찬종, 남재희, 오유방 등과 정풍 운동을 주도하였다.
1981년 제11대 국회의원 선거에서 민주정의당 후보로 같은 선거구에 출마하여 민주한국당 김태수 후보와 동반 당선되었다. 1985년 제12대 국회의원 선거에서 민주정의당 후보로 같은 선거구에 출마하여 신한민주당 조순형 후보와 동반 당선되었다. 1988년 제13대 국회의원 선거 불출마를 선언하고 정계에서 은퇴하였다. 그러나 1992년 제14대 국회의원 선거에서 통일국민당 공천을 받아 서울특별시 노원구 을 지역구에 출마했다가 민주당 임채정 후보에 밀려 낙선하였다. 그는 이후 배우 데뷔 35년차 시절이던 1996년 9월, 18년 동안의 정치 분야와 35년간의 배우 분야에서 모두 은퇴 선언을 하였다.
2021년 12월 2일 혈액암으로 투병 중 별세했다.

## 학력
- 양성국민학교 졸업(1952년)
- 안성중학교 졸업(1955년)
- 안성농업고등학교 졸업(1958년)
- 경희대학교 문리과대학 화학과 전퇴(1960년)
- 경희대학교 문리과대학 국어국문학과 중퇴(1961년)

## 경력
- 1970년대 동양방송의 데릴사위라는 드라마 등에 출연
- 1979.03~1980.10 대한민국 제10대 국회의원(서울 도봉구, 무소속)
- 1981.04~1985.04 대한민국 제11대 국회의원(서울 도봉구, 민주정의당)
- 1985.04~1988.05 대한민국 제12대 국회의원(서울 도봉구, 민주정의당)

## 기타 이력
- 1979년 민주공화당 부대변인
- 1979년 민주공화당 행정위원
- 1980년 민주정의당 행정정무위원
- 1988년 경희대학교 행정학과 겸임교수
- 1989년 신민주공화당 당무위원 겸 전임행정위원
- 1992년 통일국민당 상임위원
- 1993년 신정치개혁당 전임위원
- 1994년 신민당 상임고문 직위 전임
- 1996년 중앙대학교 행정학과 전임강사
- 1999년 명지대학교 행정학과 겸임교수
- 2001년 동아방송대학 방송연기학과 특임강사
- 2006년 한경대학교 행정학과 초빙교수

## 역대 선거 결과
|  | 25.57% |

|  | 35.82% |

|  | 24.14% |

|  | 24.04% |

## 가족 관계
- 아버지: 홍백기 - 경찰공무원
- 어머니: 조종대
- 배우자: 전덕순
  - 아들: 홍용의, 홍정의, 홍관의
- 사촌형: 홍성국